# 나치가 그들을 덮쳤을 때
"나치가 그들을 덮쳤을 때…"는 마르틴 니묄러(1892년-1984년) 목사가 쓴 것으로 추정되는 시다. 나치가 특정 집단을 하나씩 차례로 지목해 제거함으로써 권력을 차지할 때, 저항하지 않고 침묵한 독일 지식인들에 대해 다루고 있다. 상호의존성과 연대를 강조하려는 의도로 전세계적으로 자주 인용되고 있다.

## 역사
마르틴 니묄러는 1892년에 독일 립슈타트에서 태어난 독일의 루터교회 목사이자 신학자였다. 니묄러는 반공주의자였기 때문에 처음에는 히틀러의 등장을 지지했다. 그러나 히틀러가 국가의 우월성을 종교처럼 주장하자, 니묄러는 환멸을 느끼게 되었다. 그는 히틀러를 반대하는 독일 성직자그룹의 리더가 되었다. 하지만 니묄러와는 달리 독일의 성직자들은 나치의 위협에 굴복했다. 히틀러는 개인적으로 니묄러를 매우 싫어하여 그를 체포했으며, 결국에는 작센하우젠과 다하우 강제 수용소 등에 감금했다. 니묄러는 연합군에 의해 1945년에 강제수용소에서 풀려났다. 그는 독일에서 성직자로서, 제2차 세계 대전 이후 독일 국민들을 참회와 화해를 이끄는 대변자로서 활동했다. 그의 시는 잘 알려져 있고 자주 인용되며, 흔히 특정의 조장된 두려움과 함께 시작되어, 이윽고 통제 불능의 상태에 빠져 집단적인 적의를 띰으로써 나타나는 정치적 무관심의 위험성을 묘사하는 데 인기가 있는 본보기이다.

## 원문과 인용문에 관한 논란
이 시는 독일에서 몇 년동안 수행했던 인터뷰를 기초로 하여, 밀턴 마이어에 의해 1955년에 《그들은 자신들이 자유롭다고 생각했다(They Thought They Were Free)》라는 책으로 출판되었다. 이 인용은 1960년대말 미국의 사회운동가들에게 널리 퍼졌다. 이 시의 정확한 원본은 불명확하며, 적어도 한 명의 역사가는 이 시가 니묄러 사후에 생겼다고 잘못 암시했다. 최근에 조사된 연구에 의하면, 니뮐러는 1946년에 이 시에서 표현된 취지를 담은 연설을 했다.
그럼에도 불구하고, 시의 기원, 그리고 이 시의 여러 버전에서 언급되는 집단들의 이름과 순서에서, 이 시는 여전히 논란의 여지가 있다. 1946년 연설에서, 니묄러는 공산주의자, 불치병에 걸린 자, 유대인 혹은 여호와의 증인 신자(연설에 따라 다르다), 그리고 점령당한 국가의 국민을 언급한다; 인터뷰를 통해 한 독일인 교수가 기록한 1955년 문서에서, 그 목록은 공산주의자, 사회주의자, '또는 학교, 언론, 유대인 등등'이며, 마지막엔 '교회'로 끝난다. 그러나 리처드 존 뉴하우스가 2001년 11월에 인용하면서, 인용구의 정확한 버전에 대해 1971년에 니묄러에게 물었을 때, 그는 그렇게 멋진 말을 했던 때를 확실히 알 수는 없지만, 만일 사람들이 그것을 인용하고자 한다면, 그는 다음과 같은 버전을 선호한다고 말했다고 한다:
"(독일에서) 그들이 처음 공산주의자들에게 왔을 때,
나는 침묵했다. 나는 공산주의자가 아니었기에.
이어서 그들이 노동조합원들에게 왔을 때,
나는 침묵했다. 나는 노동조합원이 아니었기에.
이어서 그들이 유대인들을 덮쳤을 때,
나는 침묵했다. 나는 유대인이 아니었기에.
이어서. . . 그들이 내게 왔을 때 . . .
그때는 더 이상 나를 위해 말해 줄 이가 아무도 남아있지 않았다."

## 시 (1976년 버전)
제목 : "나치가 그들을 덮쳤을 때…" , 지은이 마르틴 니묄러(1892년-1984년) 목사
| 원문 | 번역 |
| --- | --- |
| Als die Nazis die Kommunisten holten, habe ich geschwiegen; ich war ja kein Kommunist. Als sie die Sozialdemokraten einsperrten, habe ich geschwiegen; ich war ja kein Sozialdemokrat. Als sie die Gewerkschafter holten, habe ich nicht protestiert; ich war ja kein Gewerkschafter. Als sie die Juden holten, habe ich geschwiegen; ich war ja kein Jude. Als sie mich holten, gab es keinen mehr, der protestieren konnte. | 나치가 공산주의자들을 덮쳤을 때, 나는 침묵했다; 나는 공산주의자가 아니었다. 그 다음에 그들이 사회민주당원들을 가두었을 때, 나는 침묵했다; 나는 사회민주당원이 아니었다. 그 다음에 그들이 노동조합원들을 덮쳤을 때, 나는 아무 말도 하지 않았다; 나는 노동조합원이 아니었다. 그 다음에 그들이 유대인들에게 왔을 때, 나는 아무 말도 하지 않았다; 나는 유대인이 아니었다. 그들이 나에게 닥쳤을 때는, 나를 위해 말해 줄 이들이 아무도 남아 있지 않았다. |

## 대중문화에서의 영향
- 1965년, 재즈 뮤지션 찰스 밍거스는 그가 작곡한 "Don't Let it Happen Here"에서 이 시를 차용했다.
- 2006년, 미국의 펑크록 밴드 Anti-Flag는 그들의 앨범 For Blood And Empire의 노래 "Émigré"에서 이 시를 언급했다.
- 2003년, 미국의 펑크록 밴드 NOFX는 앨범 War on Errorism의 노래 "Re-gaining Unconsciousness"에서 이 시를 차용했다.
- 2007년, 영국의 작사가 빌 프린스는 그의 앨범 "Peace And Freedom"에서 이 시에 기초를 둔 "None Of My Business"를 녹음했다.
- 2007년, ABC 방송의 위기의 주부들 에피소드 "이웃의 한계"(Art Isn't Easy)에서 이 시를 언급했다. 극중에서 리 맥더못(케빈 람이 연기)은 리네트 스카보(펠리시티 허프먼이 연기)에게 변형된 버전의 이 시를 암송한다.
- 2006년 아일랜드 포크록 가수 크리스티 무어는 이 시를 기초로 한 Yellow Triangle를 녹음했다.

## 같이 보기
- 끓는 물 속의 개구리
- 장검의 밤
- 정치적 무관심
- 기준선 이동
- 미끄러운 비탈길 논증